# Musée du Lagerhaus
Le Musée du Lagerhaus en allemand (Museum im Lagerhaus) est un musée suisse situé à Saint-Gall fondé en 1988 et consacré à l'art brut et à l'Art naïf suisse.

## Histoire
Le mécène est la Fondation pour l'art naïf et l'art brut suisses, fondée le 1er février 1988 par les couples de collectionneurs Erna (1907-1995) et Curt Burgauer (1908-2002), Wilhelmina (Mina) et Josef John ainsi que Simone et Peter Schaufelberger-Breguet a été fondée. Pendant vingt ans, Simone et Peter Schaufelberger-Breguet, respectivement directeurs et présidents du conseil d'administration, ont géré bénévolement le musée dans l'entrepôt et constitué une importante collection. L'équipe du musée et le conseil d'administration travaillent également sur la base du volontariat.

## Collections
Le Museum im Lagerhaus possède une collection d'environ 30 000 œuvres de plus de 180 personnes, dont des œuvres de Fritz Aebersold, Heinrich Aerne, Pietro Angelozzi, Angelus, Charlotte Bachmann, Helmut Bachmann, Berta Balzli, Werner Baptista, Mireille Barrière, Anton Bernhardsgrütter, Martin Bickel, Thérèse Bickel, Carl Binder, Heinrich Bleiker, Ulrich Bickel, Reni Blum, Pierre Bonard, Benjamin Bonjour, Édouard Boschey, Elisabeth Bourquin, Anny Boxler, François Burland, Aloïse Corbaz, Adolf Dietrich, Samuele Giovanoli, Adam Keel, Hans Krüsi, Edmond Engel, Pya Hug, Linda Naeff, Michel Nedjar, Hans Schärer, Gérard Sendrey, Paul Schlotterbeck, Erich Staub, Louis Soutter, Karl Uelliger, Niklaus Wenk, Alois Wey, Scottie Wilson et Adolf Wölfli. Il existe également des successions artistiques comme environ 18 000 feuilles de John Elsas, 200 œuvres de Franz Hartl ou un lot de 169 œuvres de l'écrivaine suisse Adelheid Duvanel.

## Expositions
- 2019/2020 : Crazy, Queer, and Lovable: Ovartaci
- 2019 : Antonio Ligabue – der Schweizer Van Gogh. Retrospective Antonio Ligabue
- 2018 : Im Land der Imagination. La collection C.G. Jung du C.G. Jung-Instituts Zürich-Küsnacht, avec des travaux de patients de Carl Gustav Jungs
- 2017/2018 : Prinzhorns Schweizer. Expositions de suisses de la collection Prinzhorn
- 2017 : Kunst, Krautrock und Tarot – Walter Wegmüller. Retrospective Walter Wegmüller (en)[2]
- 2016 : KunstGeschichten. Travaux de Hugo Affolter, Eugène Ionesco, Paul Stamm, Alfons Karl Zwicker
- 2016 : Die von Gurs. Art du Camp de Gurs collection Elsbeth Kasser
- 2015 : Die Sammlung Mina und Josef John im Museum im Lagerhaus
- 2014/2015 : Auf der Seeseite der Kunst. Werke aus der Psychiatrischen Klinik Münsterlingen, 1894–1960
- 2014 : Art Brut - Japan - Schweiz. Dialogausstellung
- 2013/2014 : Wahnsinn sammeln. Collection Karin et Gerhard Dammann, avec des travaux d'August Walla, Oswald Tschirtner, Johann Hauser, Else Blankenhorn, August Klett, Heinrich Anton Müller, Paul Goesch et Horst Ademeit[3]
- 2013 : Naive Schweiz – Suisse Brut. Jubiläumsausstellung zum 25-jährigen Bestehen des Museums, mit Werken u. a. von Felix Brenner, Adolf Dietrich, Adolf Wölfli, Aloise Corbaz, Louis Soutter, Heinrich Anton Müller, Ida Buchmann, Fritz Soltermann, Felix Anton Brander[4]
- 2011 : Begegnungen. Werke von Julius Süss, Gertrud Schwyzer, Hans Brühlmann, Günther Uecker[5]
- 2010/2011 : Rosenstrumpf und dornencknie. Travaux du psychiatre Rheinau 1867–1930
- 2009 : Wände dünn wie Haut. Dessins et peintures de l'écrivaine Adelheid Duvanel
- 2009 : Franz Hartls Geisterspiel. Cosmologie d'un compositeur.